# Mađarska revolucija 1848.
Ova revolucija pored općih značajki europskih ustanaka protiv feudalnih vlastodržaca i oslobađanja kmetova te borbi za druga temeljna ljudska prava je imala prvenstveno karakter mađarske borbe za samostalnost i nezavisnu državu. 
Od početka 19. stoljeća nositelj mađarskoga nacionalnog pokreta postalo je, za razliku od 17. i 18. stoljeća kada su nositelji ugarske nacionalne ideje bili magnati, srednje plemstvo na čelu s Lajosem Kossuthom (1802. – 1894.). 15. ožujka 1848. u Pešti i Budimu održani su masovni prosvjedi koji su mađarskim reformistima omogućili da objave svoj popis od „dvanaest zahtjeva“, kojima su se tražile veće građanske slobode i šira nacionalna, posebice gospodarska, samostalnost. Prosvjedi su prerasli u revoluciju. Pod vodstvom Lajosa Kossutha i Lajosa Batthyányja zbačeni su Habsburgovci, a u Mađarskoj je osnovana republika. Zbog politike centralizacije i mađarizacije, politiku prve mađarske neovisne vlade nisu podržali nemađarski narodi, osobito Hrvati, ali i Slovaci, Ukrajinci, Srbi i Rumunji. Oduzimanjem Habsburgovcima pravo na ugarsko prijestolje u travnju 1848., Ugarski sabor nije naišao na potporu velikaša i vojske. 
Nakon što je poražena revolucija u samoj Austriji, a na vlast došao Franjo Josip, započela je borba protiv Mađara, a Austrijancima su se u njoj pridružili i drugi narodi (Hrvati, Srbi, Slovaci, Rumunji i transilvanijski Nijemci), koji nisu htjeli prihvatiti mađarsku vlast. Hrvate je predvodio ban Josip Jelačić. Bilo je međutim i pripadnika tih naroda na mađarskoj strani kao ugarski Hrvati. Od pojedinaca, posebno se isticao Srbin Jovan Damjanić koji je zapovijedao 3. mađarskim korpusom. Od rujna 1848. mađarsku revolucionarnu vojsku pritisnule su s juga hrvatske postrojbe pod vodstvom bana Josipa Jelačića. U početku su mađarske snage počele pobjeđivati, no onda je Franjo Josip tražio pomoć ruskoga cara Nikole I., „žandara Europe“, te je njegova vojska napala Mađarsku. Usprkos nizu sjajnih pobjeda nad carskim postrojbama, mađarski su revolucionari konačno poraženi 13. kolovoza 1849. kraj Világosa, gdje je mađarsku vojsku potukla austro-ruska vojska. General Artúr Görgey predao se u kolovozu 1849., a Julius Freiherr von Haynau, austrijski vojskovođa, postao je upravitelj zemlje kroz sljedećih nekoliko mjeseci. 6. listopada zapovijedio je pogubljenje 13 vođa mađarske vojske kao i premijera Mađarske Republike Battyanyja, dok je Kossuth na vrijeme otišao u izbjeglištvo. Kroz sljedeće godine Mađarska je bila podijeljena na pet okruga pod vojnom upravom, a upraviteljem Mađarske imenovan je nadvojvoda Albrecht von Habsburg. Hrvatska i Slavonija tada su sasvim odvojene od Mađarske.

## Ugarski Hrvati i revolucija
Rat se odvijao različitom silinom i s različitim savezništvima. Dok su Hrvati iz Hrvatske ratovali protiv Mađara kao i Srbi iz južne Ugarske, u isto vrijeme su bunjevački Hrvati u Ugarskoj bili ratovali na strani Mađara, radi čega su bili stigmatizirani kod Srba kao izdajnici, iako su vodeći intelektualci ugarskih Hrvata bili protiv ratovanja protiv Srba.
Tako je svom djelu "Žalostica žalostna Ivana Nep. Ambrozovića u zomborskoj kralj. varoši penzioniratoga senatora, bižajućeg od kuće pak do Kalacse kad su Raci--Serbianci u medjuboju madžarskom 1848-49. progonili katholike, po njemu istom ispivana u Zomboru god. 1850." Ivan Nepomuk Ambrozović je pisao o nasilju srpskih postrojbi nad katolicima u južnoj Ugarskoj. To djelo je značajno utoliko što svjedoči da su bački Hrvati ovu revoluciju doživljavali kao sukob Srba i južno-ugarskih katolika.
Razlog zašto su bunjevački Hrvati tako se ponijeli prema Srbima iz južne Ugarske je bio taj što su bunjevački Hrvati bili svjesni da su na području Kraljevine Ugarske, a ne Kraljevine Hrvatske. 
Druga je činjenica bila što su bili dobrano svjesni da su etnička manjina, pa su prihvatili političko mađarstvo, odnosno odanost Ugarskoj, a da pritom nisu se odrekli svojega etničkog podrijetla i kulturne posebnosti.
Treća je činjenica što su bili svjesni da je Srbima u blizini bila Srbija koja je istima mogla priskočiti u pomoć, a Srbi su bili živjeli u područjima dalje od mađarskog dosega, za razliku od bunjevačkih Hrvata kojima je Hrvatska bila predaleko, uz to s već angažiranim snagama na drugom kraju Ugarske, tako da im nije mogla priteći u pomoć. Uz sve to, u susjedstvu su bile jake mađarske ustaničke snage koje su samo čekale da ih Bunjevci izdaju. Sraz s njima je značio propast.
Četvrta je činjenica bila ta što su Srbi imali neke pretrpljene nepravde i zavisti od prije jednog stoljeća s bunjevačkim Hrvatima, koje su našli sravnavati u ovom trenutku, iako sami bunjevački Hrvati nisu bili krivi za to, nego sama carica Marija Terezija, koja je dala njima prava koja Srbima nije. Već su išle glasine kako Srbi planiraju kako će se osvetiti i kako će plijeniti imovinu tamošnjim Hrvatima, što je samo pojačavalo rezerviranost tamošnjih Hrvata za srpske interese u jednoj vrlo napetoj atmosferi.
Peti je razlog bio što su Srbi neprestalno naglašavali srpstvo južne Ugarske, zanemarivajući tamošnje mnogobrojne Hrvate.
Šesto, bunjevačka elita je bila lojalna mađarskim vodećim slojevima. 
Pomurski Hrvati su se stavili na stranu mađarske revolucije i zato što su se postrojbe Jelačićevih graničara nasilnički ponašale u njihovim selima.
Matija Poljaković u Pregledu povijesti Hrvata Bunjevaca piše da bi se danas teško moglo ocijeniti što je bunjevačke Hrvate navelo priključiti se mađarskoj revoluciji, iako su se tamošnji Srbi odlučili protiv. Pretpostavlja da se možda radilo o blizini Mađara, možda od idejama slobode i jednakosti o kojima se govorilo. Tako se i inteligencija bunjevačkih Hrvata odlučila za revoluciju. Kod Hrvata u Bačkoj mađarskoj su se revoluciji protivili veliki župan Josip Rudić, biskup Ivan Antunović, Vinko Somborčević i Ambrozije Šarčević, koji su bili za suradnju s ostalim Hrvatima u ostalim krajevima i za suradnju sa Srbima. Kod Kaponje 5. ožujka 1849. tako su se Hrvati i Srbi srazili jedni nasuprot drugima, uz velike gubitke na objema stranama. Subotičani su u događajima 1848. i 1849. sudjelovali uglavnom kao carski vojnici.

## Vanjske poveznice
- (mađarski) A szabadságharcztól a kiegyezésig